# ويليام تشارلز هنري وود
ويليام تشارلز هنري وود هو مؤلف ومؤرخ كندي، ولد في 7 يونيو 1864 في مدينة كيبك في كندا، وتوفي بنفس المكان في 2 سبتمبر 1947.